# Ясуда (посёлок)
Ясуда (яп. 安田町 Ясуда-тё:) — посёлок в Японии, находящийся в уезде Аки префектуры Коти. Площадь посёлка составляет 52,30 км², население — 2762 человека (1 августа 2014), плотность населения — 52,81 чел./км².

## Географическое положение
Посёлок расположен на острове Сикоку в префектуре Коти региона Сикоку. С ним граничат город Аки, посёлки Тано, Нахари и сёла Умадзи, Китагава.

## Население
Население посёлка составляет 2762 человека (1 августа 2014), а плотность — 52,81 чел./км². Изменение численности населения с 1980 по 2005 годы:
| 1980 | 4428 чел. |  |
| 1985 | 4306 чел. |  |
| 1990 | 4055 чел. |  |
| 1995 | 3826 чел. |  |
| 2000 | 3535 чел. |  |
| 2005 | 3297 чел. |  |